# Jodie Swallow
Jodie Swallow (Salisbury, 23 giugno 1981) è una triatleta britannica.
Si è messa in mostra sin da giovanissima, vincendo i campionati europei di triathlon nella categoria junior sia a Stein (2000) che a Karlovy Vary (2001).
Nel 2009 si è laureata campionessa del mondo di triathlon nella lunga distanza, alla rassegna iridata di Perth.
Nel 2010 si è ripetuta nella distanza Ironman 70.3, alla rassegna di Clearwater.

## Titoli
- Campionessa del mondo Ironman 70.3 - 2010
- Campionessa del mondo di triathlon long distance (Élite) - 2009
- Campionessa europea di triathlon (Junior) - 2000, 2001